# Campeonato da Eslováquia de Ciclismo Contrarrelógio

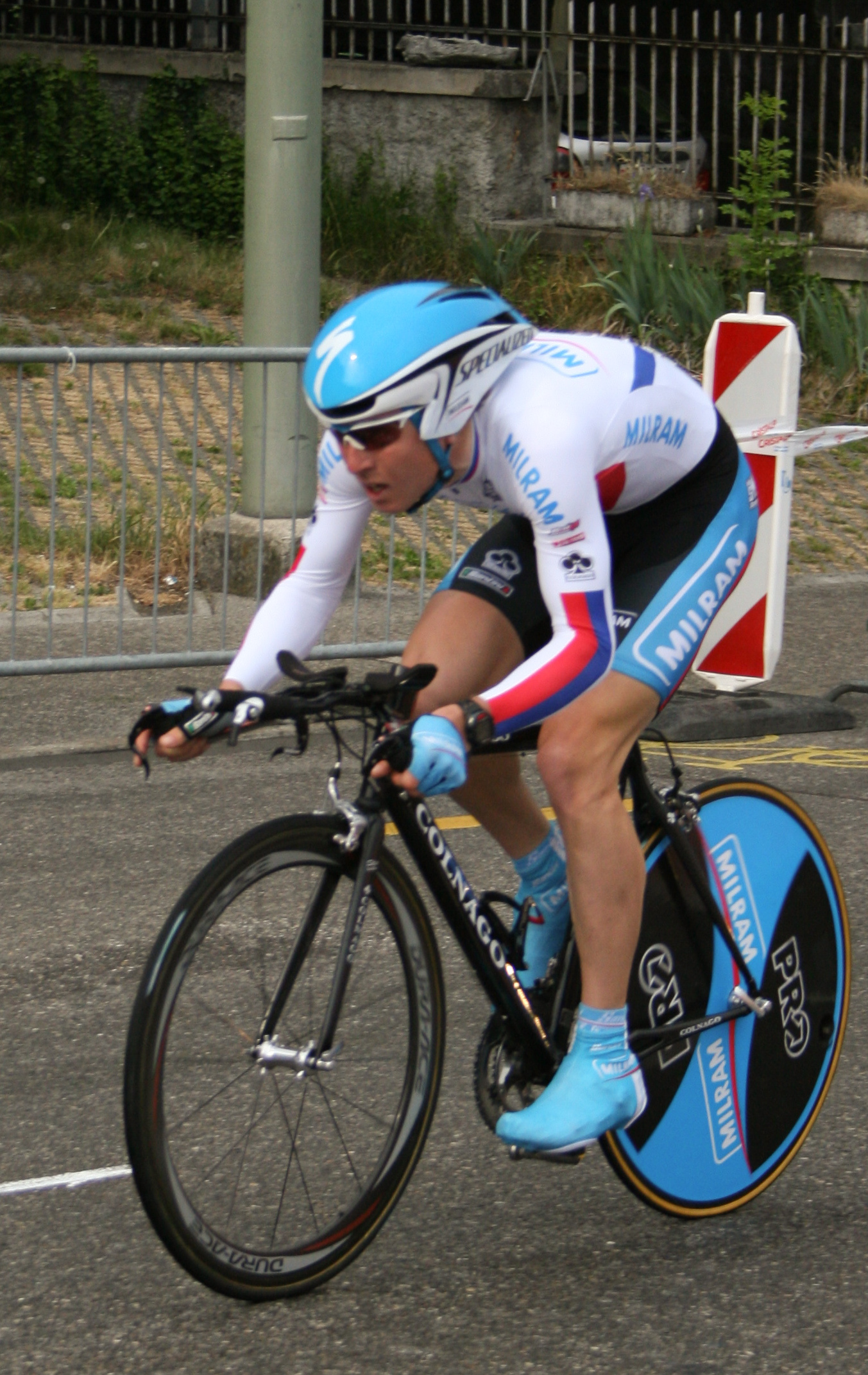
Matej Jurčo, com o maillot de Campeão de Eslováquia Contrarrelógio.

Os Campeonatos da Eslováquia de Ciclismo Contrarrelógio são organizados anualmente para determinar o campeão ciclista de Eslováquia de cada ano, na modalidade.
O título é outorgado ao vencedor de uma única prova, na modalidade de contrarrelógio individual. O vencedor obtêm o direito de usar a maillot com as cores da bandeira da Eslováquia até ao campeonato do ano seguinte, unicamente quando disputa provas contrarrelógio.

## Palmares
| Ano  | Vencedor         | Segundo          | Terceiro         |
| 1997 | Miroslav Liptak  | Ján Valach       | Ondrej Slobodnik |
| 1998 | Ján Valach       | Miroslav Liptak  | Ondrej Slobodnik |
| 1999 | Ondrej Slobodnik | Ján Valach       | Milan Dvorscik   |
| 2000 | Ondrej Slobodnik | Robert Nagy      | Jan Spak         |
| 2001 | Jan Valach       | Robert Glajza    | Robert Nagy      |
| 2002 | Jan Valach       | Martin Riška     | Miroslav Keliar  |
| 2003 | Robert Nagy      | Ondrej Slobodnik | Miroslav Keliar  |
| 2004 | Matej Jurčo      | Jan Valach       | Robert Nagy      |
| 2005 | Matej Jurčo      | Jan Valach       | Ondrej Slobodnik |
| 2006 | Matej Jurčo      | Zoltan Remak     | Martin Riška     |
| 2007 | Anulada          |                  |                  |
| 2008 | Matej Jurčo      | Robert Nagy      | Roman Bronis     |
| 2009 | Roman Bronis     | Pavol Polievka   | Robert Nagy      |
| 2010 | Martin Velits    | Pavol Polievka   | Robert Nagy      |
| 2011 | Pavol Polievka   | Roman Bronis     | Robert Nagy      |
| 2012 | Peter Velits     | Martin Velits    | Matej Jurčo      |
| 2013 | Peter Velits     | Maros Kovac      | Milan Barenyi    |
| 2014 | Peter Velits     | Maros Kovac      | Patrik Tybor     |
| 2015 | Peter Sagan      | Maroš Kováč      | Patrik Tybor     |
| 2016 | Marek Čanecký    | Maroš Kováč      | Roman Broniš     |
| 2017 | Marek Čanecký    | Patrik Tybor     | Adrían Babič     |
| 2018 | Marek Čanecký    | Patrik Tybor     | Martin Haring    |
| 2019 | Ján Andrej Cully | Marek Čanecký    | Patrik Tybor     |
| 2020 | Ján Andrej Cully | Martin Haring    | Ronald Kuba      |
| 2021 | Ronald Kuba      | Lukáš Kubiš      | Ján Andrej Cully |
| 2022 | Ján Andrej Cully | Marek Čanecký    | Ronald Kuba      |